# Film colombiani proposti per l'Oscar al miglior film straniero
A partire dal 1981 la Colombia ha cominciato a presentare film all'Academy of Motion Picture Arts and Sciences che lo rappresentassero all'Oscar come miglior film di lingua straniera.
La prima nomination è arrivata nel 2016 con il film El abrazo de la serpiente di Ciro Guerra; Guerra è anche il regista che più spesso è stato selezionato per il premio: suoi film erano già stati selezionati nel 2006 e nel 2010 oltre ad essere entrato nella short list di gennaio nel 2018 con Oro verde - C'era una volta in Colombia di cui ha firmato la regia insieme a Cristina Gallego.
| Anno | Film                                                        | Regia                                      | Risultato     |
| ---- | ----------------------------------------------------------- | ------------------------------------------ | ------------- |
| 1981 | El Inmigrante latino                                        | Gustavo Nieto Roa                          | Non candidato |
| 1985 | Cóndores no entierran todos los días                        | Francisco Norden                           | Non candidato |
| 1987 | Tiempo de morir                                             | Jorge Alí Triana                           | Non candidato |
| 1992 | Confesión a Laura                                           | Jaime Osorio Gómez                         | Non candidato |
| 1995 | La strategia della lumaca                                   | Sergio Cabrera                             | Non candidato |
| 1997 | Edipo Alcalde                                               | Jorge Alí Triana                           | Non candidato |
| 1998 | La deuda                                                    | Manuel José Álvarez e Nicolás Buenaventura | Non candidato |
| 1999 | La vendedora de rosas                                       | Victor Gaviria                             | Non candidato |
| 2000 | Colpo di stadio (Golpe de estadio)                          | Sergio Cabrera                             | Non candidato |
| 2002 | La vergine dei sicari (La virgen de los sicarios)           | Barbet Schroeder                           | Non candidato |
| 2003 | Los niños invisibles                                        | Lisandro Duque Naranjo                     | Non candidato |
| 2004 | La primera noche                                            | Luis Alberto Restrepo                      | Non candidato |
| 2005 | El Rey Maria Full of Grace (Maria, llena eres de gracia)    | Dominique de Rivaz Joshua Marston          | Squalificati  |
| 2006 | La sombra del caminante                                     | Ciro Guerra                                | Non candidato |
| 2007 | Soñar no cuesta nada                                        | Rodrigo Triana                             | Non candidato |
| 2008 | Satanás                                                     | Andi Baiz                                  | Non candidato |
| 2009 | Perro come Perro                                            | Carlos Moreno                              | Non candidato |
| 2010 | Los viajes del viento                                       | Ciro Guerra                                | Non candidato |
| 2011 | El vuelco del cangrejo                                      | Oscar Ruiz Navia                           | Non candidato |
| 2012 | Los colores de la montaña                                   | Carlos César Arbeláez                      | Non candidato |
| 2013 | El cartel de los sapos                                      | Carlos Moreno                              | Non candidato |
| 2014 | La Playa DC                                                 | Juan Andrés Arango                         | Non candidato |
| 2015 | Mateo                                                       | Maria Gamboa                               | Non candidato |
| 2016 | El abrazo de la serpiente                                   | Ciro Guerra                                | Candidato     |
| 2017 | Alias María                                                 | José Luis Rugeles Gracia                   | Non candidato |
| 2018 | Pariente                                                    | Iván Gaona                                 | Non candidato |
| 2019 | Oro verde - C'era una volta in Colombia (Pájaros de verano) | Cristina Gallego e Ciro Guerra             | Short-list    |
| 2020 | Monos - Un gioco da ragazzi                                 | Alejandro Landes                           | Non candidato |
| 2021 | L'oblio che saremo (El olvido che seremos)                  | Fernando Trueba                            | TBD           |

| Non candidato  | Il film è stato proposto per la candidatura, ma non è stato selezionato dall'Academy of Motion Picture Arts and Sciences.  |
| Short-list     | Il film è entrato nella "short-list" stilata a gennaio dei nove candidati per l'Oscar al miglior film straniero            |
| Candidato      | Il film è entrato a far parte dei cinque candidati per l'Oscar al miglior film straniero.                                  |
| Vincitore      | Il film ha vinto l'Oscar al miglior film straniero.                                                                        |
| Oscar speciale | Il film ha vinto l'Oscar speciale assegnato tra il 1948 ed il 1956, periodo di tempo in cui non esisteva ancora il premio. |